# Ali Gribi
Ali Gribi –en árabe, علي غريبي– es un deportista tunecino que compitió en atletismo adaptado. Ganó una medalla de oro en los Juegos Paralímpicos de Sídney 2000 en la prueba de pentatlón (clase P58).

## Palmarés internacional
| Juegos Paralímpicos | Juegos Paralímpicos | Juegos Paralímpicos | Juegos Paralímpicos |
| Año                 | Lugar               | Medalla             | Prueba              |
| ------------------- | ------------------- | ------------------- | ------------------- |
| 2000                | Sídney (Australia)  | Medalla de oro      | Pentatlón P58       |